# Ephestiasula pictipes
La Mantis boxeadora asiática (Ephestiasula pictipes) es una especie de mantis de la familia Hymenopodidae.Una curiosidad es que este tipo de mantis en el que la hembra no mata al macho al aparearse. Su nombre se parece al de la Mantis marina (sobre todo su especie más conocida, la Galera).

## Distribución geográfica
Se encuentra en la India y Nepal.